# HK P7
Heckler & Koch P7— немецкий пистолет, разработанный фирмой Heckler & Koch для нужд полиции ФРГ (отсюда и первоначальное название PSP — Polizeiselbstladepistole, то есть полицейский самозарядный пистолет). Его разработка началась фирмой Heckler & Koch в самом начале 1970-х годов. Первые образцы пистолета PSP появились к 1976 году, а в серию он пошёл в 1979-м. После принятия PSP на службу рядом полицейских формирований ФРГ ему было дано официальное обозначение Pistole 7 — HK P7. В 1981 году компания Хеклер-Кох начала производить усовершенствованную модель пистолета Р7 — Р7М8, которая производится по сей день. Новый продукт получил «американизированную» защёлку магазина (в основании спусковой скобы, а не в основании рукоятки), а также увеличенную спусковую скобу и особую теплозащитную вставку, размещенную над спусковым крючком, которая обеспечивала защиту указательного пальца стрелка от ожогов от разогретого при стрельбе корпуса газового цилиндра. Пистолет Р7М8 был принят на службу полицейскими штата Нью-Джерси и до сих пор является их штатным оружием. Модификация P7M13 была представлена американским филиалом компании, базирующимся в Арлингтоне, штат Виргиния, для участия в конкурсе под названием «M9» на перевооружение личным табельным оружием офицерского и сержантского состава всех видов вооружённых сил США (в итоге победил образец фирмы Beretta).
Пистолеты, представленные на конкурс M9
Кроме того, один из вариантов пистолета Р7 под наименованием ЕР7 изготовляется по лицензии в Греции на заводах ЕВО и находится на вооружении греческой армии и полиции. Мексика производит версию с предохранительным рычагом, размещенным на правой стороне рамки, под названием P7M13S.

## Конструкция

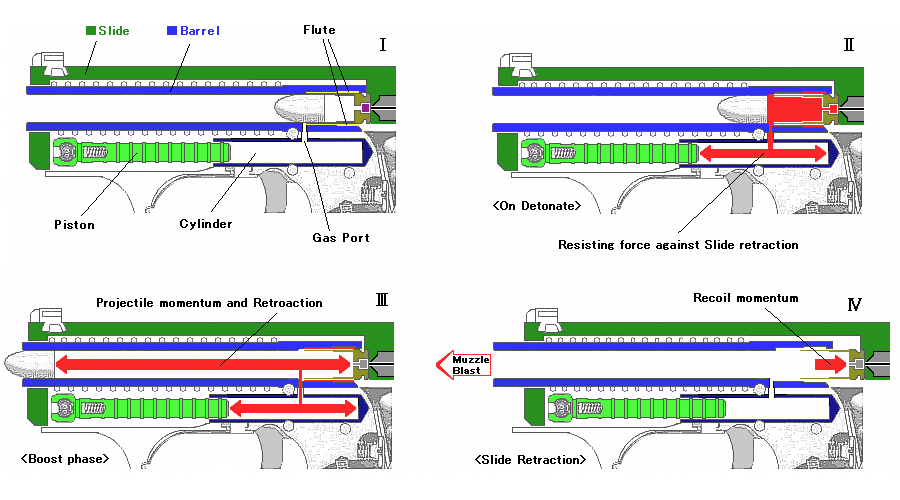
Схема работы автоматики (Barrel — ствол, slide — кожух-затвор, cylinder — цилиндр, piston — поршень, gas port — газоотводное отверстие). I — положение перед выстрелом; II, III — в процессе выстрела высокое давление в цилиндре не позволяет затвору двигаться назад; IV — пуля покинула ствол, давление в стволе и в цилиндре упало, затвор открывается под действием импульса отдачи

Автоматика пистолета работает по принципу отдачи полусвободного затвора. Запирание канала ствола осуществляется массой кожуха-затвора, возвратной пружиной, расположенной на стволе, и пороховыми газами, отводимыми из канала ствола во время выстрела. Торможение затвора обеспечивается достаточно редко применяемым способом — с использованием давления пороховых газов в канале ствола (принцип Барницке). В стенке ствола сразу перед патронником сделано отверстие, через которое газы попадают в расположенный под стволом цилиндр и давят на поршень, связанный с затвором. Таким образом, движение затвора тормозится, пока пуля не покинет ствол и давление в канале не упадет до атмосферного.
Ударно-спусковой механизм — ударниковый, несамовзводный. Для повышения оперативности и безопасности обращения с пистолетом взвод ударника перед первым выстрелом производится с помощью рычага на передней стенке рукоятки, ниже спусковой скобы. Когда стрелок ослабляет хват, ударник снимается с боевого взвода и боевая пружина ослабляется.
Магазин коробчатый, отъемный, однорядный (в варианте P7M13 — двухрядный на 13 патронов). Прицельные приспособления открытые, нерегулируемые. Нарезка ствола — полигональная.